# Carlos Soares Garrit
Carlos Soares Garrit (* 4. Dezember 1971) ist ein ehemaliger brasilianischer Fußballspieler.

## Karriere
Carlos spielte in seiner brasilianischen Heimat für den CR Flamengo. Im Jahr 1992 unterschrieb er einen Vertrag beim japanischen Erstligisten Kashima Antlers. Für Kashima bestritt er 11 Erstligaspiele und schoss dabei drei Tore. 1993 wurde er mit dem Verein Vizemeister der J1 League.

## Erfolge
Kashima Antlers
- Japanischer Vizemeister: 1993